# قريميين
القريميين هم مجموعة إثنية لمتحدثي اللغة التوراكية يدينون باليهودية القرائية استوطنوا وسط وشرقي أوروبا وبخاصة بمناطق الإمبراطورية الروسية.  يطلقون على أنفسهم اسم «الكرايتيين» (بالإنجليزية: Crimean Karaites، بالروسية: Кърымкъарайлар، بالتركية: Karaylar، بالعبرية: קראי מזרח אירופה). ويطلق عليهم  الروس، والأوكرانيين، والليثوانيين البولنديين اسم «كارايم» (الروسية: къарай). كما ذكروا باسم «الكرماشاكي» في بعض المصادر العربية.

## أصولهم

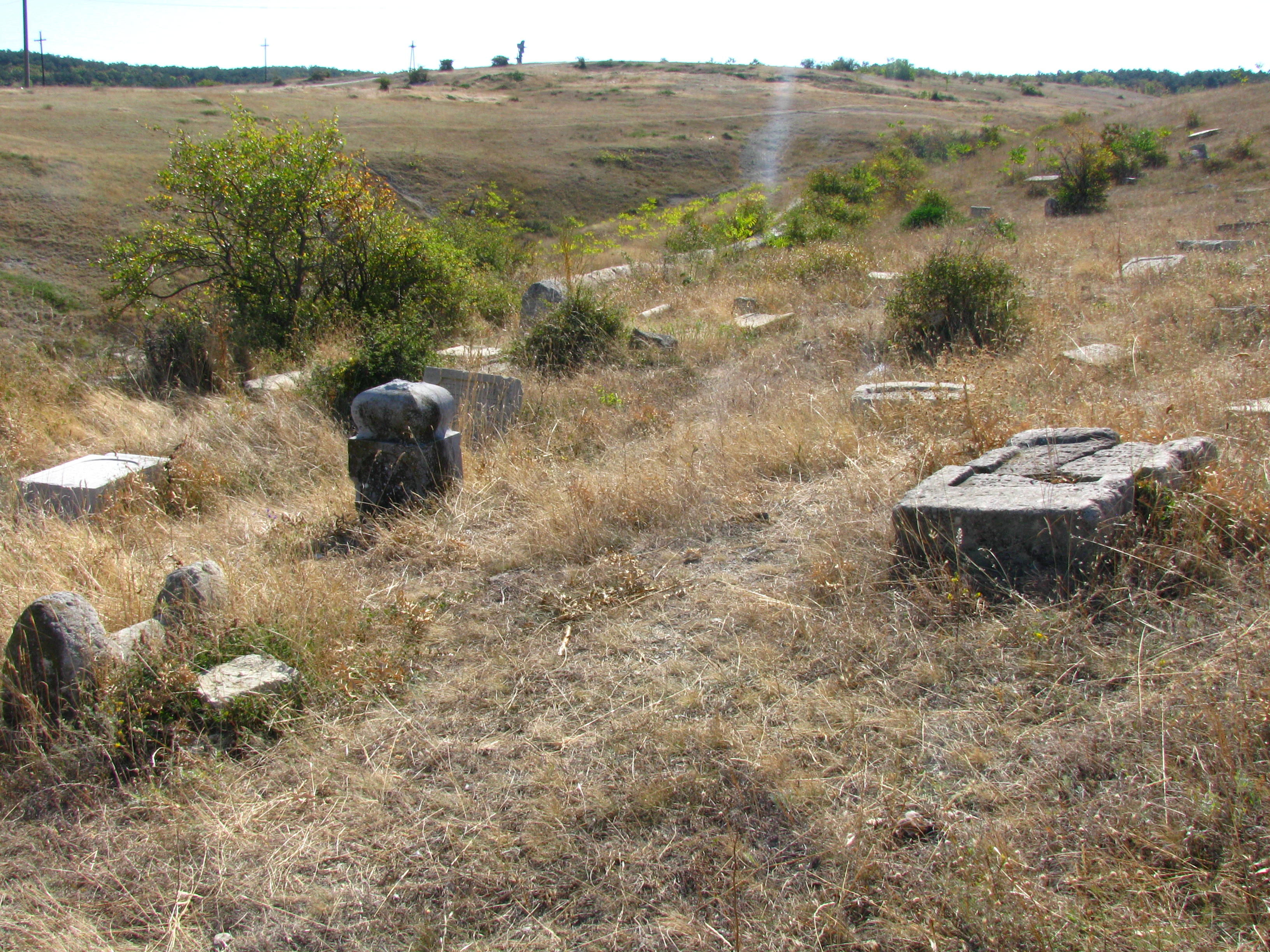
مقبرة بالقرب من فيودوسيا (شبه جزيرة القرم)

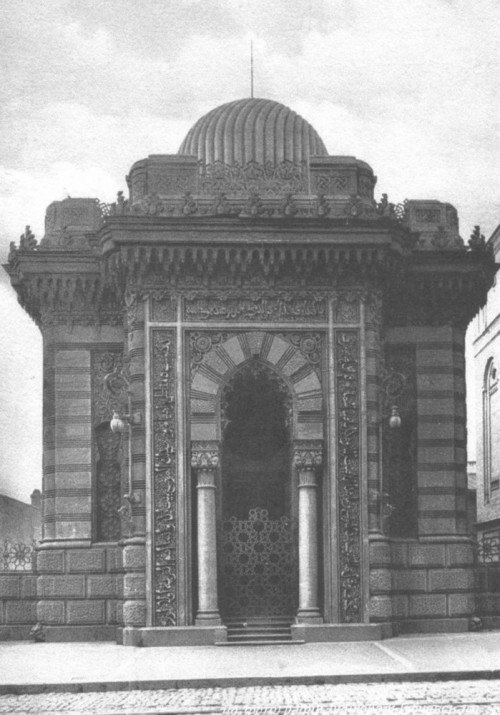
كنيس قرييم في كييف

استوطن القرميين الناطقين باللغة التركية، شبه جزيرة القرم منذ قرون. وهناك جدل كبير حول أصولهم. يرى البعض أنهم من نسل اليهود الذين استقروا في شبه جزيرة القرم واعتمد شكل من أشكال اللسان التوركي. ايعتبرهم آخرون أنهم أحفاد الخزر أو الكومان أو من القفجاق الذين تهودوا. ينكر الكثير من القريميين نسبهم إلى العرقية ويؤكدون أنهم من نسل الخزر. يشكك بعض المتخصصين في تاريخ الخزر فرضة آن نسل القرميين من الخزر،  للأسباب التالية:
- اللغة القرمية تنتمي إلى لغة القفجق، بينما اللغة الخزرية تنتمي إلى اللغة البلغورية المجموعة وليس هناك أي علاقة وثيقة بين هاتين اللغتين التوركيتين;[13]
- اليهودية الخزرية، بأرجحيتها، هي تلمودية.[14] بينما القرميين تعتمد التناخ و لا تعترف بالتلمود؛
- اخفى القوم الخزر في القرن الحادي عشر.بين لوجد القرمييون في القرن 14.[15]

يرفض القرمييون الحاليون نسبهم لليهود ويؤكدون نسهم للتراث التوركي ويدعون أنهم توركيون يمارسون «فسيفساء ديينة» منفصلة عن اليهودية. يقول ميلر أن القرم القيدعون هوية متميزة بعيدا عن الشعب اليهودي في القرن 19, لأن قادتهم مثل أبراهام فيركوفيتش وسيما بابوفيتش آرادوا لتجنب التعرض لإضطهاض باسم معاداة السامية.
من وقت القبيلة الذهبية، تواجد القرميين في العديد من البلدات والقرى في جميع أنحاء شبه جزيرة القرم حول البحر الأسود. خلال الفترة من خانية القرم، كانوا لهم تواجد كيبر في مدن شوفات كالي، سوداك، كيفي وباختشيساراي.

## علم الوراثة
قاد ليون كول وكيفن آلان بروك أول دراسة علمية حول الإصول الجينية  للقرميين باستخدام الاختبارات الجينية لكل من الكروموسومات Y للحمض النووي. أظهرت النتائج أنهم في الواقع من أصل شرق أوسطي جزئي ذاتلصلة بأحفاد الحاخامية اليهود.

## وصلات خارجية
- الموقع الرسمي القرم القرائين
- http://www.cesnur.org/2003/vil2003_kizilov.htm
- http://www.berkovich-zametki.com/Nomer35/MN55.htm
- http://www.berkovich-zametki.com/Nomer41/Kizilov1.htm
- Karaim الموقع
- علامات الحياة الجديدة في المجتمعات Karaim
- القرائين في المحرقة
- موقع الليتوانية والكاريم
- الثامن المكتبة على الإنترنت
- أصل (الأوروبية) القرائين في الكتب والنصوص من كنائس hakhams